# Juan Castellar y de Borja
Juan Castellar y de Borja, (Valencia,  1441 - ib., 1 de enero de 1505) fue un cardenal español de principios de siglo XVI. 

## Biografía
Nacido en el seno de la Casa de Borja o Borgia, fue hijo del señor de Picasent Galcerán de Castellar y de Bernardina de Borja; por parte de madre era sobrino nieto de Rodrigo de Borja i Escrivá, que fue obispo de Barcelona, y primo de Juan de Borja Llançol de Romaní, el mayor, que fue cardenal en 1496. Formado en la Universidad de Valencia, Juan Castellar y de Borja fue canónigo de Sevilla, Nápoles, Toledo y Burgos y protonotario apostólico.
Su carrera eclesiástica gozó de un fuerte impulso con el ascenso al pontificado de su pariente Alejandro VI: 
En 1493 fue nombrado arzobispo de Trani y gobernador de Peruggia, y creado cardenal en el consistorio del 31 de mayo de 1503; su creación se publicó el 2 de junio de 1503, y el día 12 recibió el título de S. Maria in Trastevere. Fue promovido a la arquidiócesis de Monreale en agosto del mismo año. 
Participó en los dos cónclaves de septiembre y octubre de 1503, en los que fueron elegidos Pío III  y Julio II.
En el verano de 1504 embarcó en Nápoles en dirección a España para entrevistarse con el rey Fernando, pero aquejado de "mal de piedra" permaneció varios meses enfermo en Valencia hasta que falleció el primer día de 1505 a los 63 años de edad, dejando en herencia sus prebendas a su sobrino Jerónimo y sus bienes a su otro sobrino Juan, señor de Picassent. 
Fue sepultado en la iglesia de San Agustín; su sepulcro desapareció tras los daños causados a la iglesia durante la guerra de Independencia y la guerra civil.
Según algunos autores, tras la elección de Julio II fue nombrado abad de Nonantola, aunque otros lo desmienten.